# Renata Sopek
Renata Sopek (Zagreb, 6. svibnja 1979.) je hrvatska TV-voditeljica.
Svoju je popularnost stekla proglašenjem za najseksipilniju Hrvaticu. Na RTL Televiziji je prezentirala vremensku prognozu, radila je kao domaćica magazinske emisije "Zvijezde Ekstra", te je bila suvoditelj u reality showu "Big Brother". 
Osim angažmana na HRT-u, studentica je Pravnog fakulteta u Osijeku, te vlasnica fitness centra. Trenutno je voditeljica Ultrafit by Renata Sopek.

## Emisije
- U dobroj formi s Renatom Sopek
- Big Brother
- Zvijezde Ekstra
- Ultrafit by Renata Sopek

## Sinkronizacija
- "Princ od Egipta" (2006.) (RTL televizija i Project 6 Studio)
- "Mravi" kao Azteca (2006.) (RTL televizija i Project 6 Studio)

## Vanjske poveznice
- RTL Televizija